# Mathis Type ZYZZ e Type Z
La Type ZYZZ e la Type Z erano due autovetture di fascia alta prodotta tra il 1912 ed il 1920 dalla Casa automobilistica francese Mathis.

## Profilo
Il 1912 fu un anno prolifico per la Mathis, poiché fu l'anno in cui si delineò per la prima volta l'intera gamma. Al vertice di tale gamma furono introdotte due vetture: la Type ZYZZ e la Type Z. Queste due vetture condividevano lo stesso telaio da 3.1 m di interasse.
Queste vetture furono proposte in ben sette varianti di carrozzeria: si andava dalle due versioni torpedo a 4 o a 6 posti alla landaulet. Vi era persino una versione commerciale chiusa ed una con piano posteriore di carico allo scoperto, una sorta di primordiale pick-up.
Le due vetture montavano due diverse motorizzazioni: la Type ZYZZ era equipaggiata con un 4 cilindri in linea da 2614 cm³ di cilindrata. La potenza massima era di 28 CV.
La Type Z invece era equipaggiata sempre da un 4 cilindri, ma della cilindrata di 3435 cm³, in grado di erogare 35 CV di potenza massima.
La trasmissione era a giunto cardanico con differenziale al retrotreno. L'impianto frenante agiva su di essa e sulle ruote posteriori. La frizione era a dischi multipli, la trazione era posteriore ed il cambio era a 4 marce.
La Type ZYZZ fu tolta di produzione nel 1914, mentre la produzione della Type Z fu solamente interrotta. Venne ripresa nel 1919, al termine della guerra, per essere poi pensionata definitivamente l'anno successivo.
Sarà sostituita nel 1928 dalle serie FO ed FON della Mathis Emy6.